# مامیکون میکائلیان
مامیکون میکائلیان (ارمنی: Մամիկոն Միքայելյան؛  ۳۰ ژانویهٔ ۱۹۲۰ – ۳۰ نوامبر ۲۰۰۲) یک بازیگر اهل ارمنستان بود. وی بین سال‌های - تا - میلادی فعالیت می‌کرد.

## زندگی‌نامه
وی در ۳ ژانویهٔ ۱۹۲۰ در ورین یا نرکین سزنک به دنیا آمد .   وی در ۳۰ نوامبر ۲۰۰۲ در سن ۸۲ سالگی درگذشت.